# Kanton Bordeaux-6
Kanton Bordeaux-6 (fr. Canton de Bordeaux-6) je francouzský kanton v departementu Gironde v regionu Akvitánie. Tvoří ho pouze část města Bordeaux.